# Die Treppe (Roman)
Die Treppe ist ein Roman des Autors Thomas Wiedling. Das Buch ist 2006 im btb Verlag erschienen.

## Handlung
Das Psychodrama beschreibt die Geschichte einer Familie während der Nachkriegszeit in Deutschland nach 1945. 15 Jahre nach einem schrecklichen Ereignis in ihrer Kindheit kommen die Familienmitglieder wieder zusammen, um die Mutter zu beerdigen. Über die Nacht, in der das Unglück geschehen ist, wurde nie gesprochen. Am Tag der Beerdigung allerdings kommen die wahren Begebenheiten ans Licht, und jeder der Geschwister erzählt aus seiner Sicht, was passiert ist.

## Rezeption
Kritikerstimmen beschreiben Wiedlings Werk als „aufwühlendes Psychodrama“, „präzises Familienporträt“ und „bitterböses Sittenbild“. Thomas Wiedling gelinge es seine Leser in den Bann zu ziehen, während er sie in eine Welt von Vermutungen und Ahnungen entführe.
Matthias Politycki sagte über das Buch seines Kollegen:

„Es ist nicht leicht für einen Autor, sich vom experimentellen Schreiben zum Erzähler zu entwickeln. Thomas Wiedling hat es geschafft.“